# Massaquano
(Lettera di Antonio Genovesi a Romualdo De Sterlich, marchese di Carmignano, del 27 ottobre 1753)
Massaquano è la più antica frazione di Vico Equense nella città metropolitana di Napoli alle pendici del Monte Faito. Viene menzionata nel 1110 in una bolla dell'arcivescovo di Sorrento Barbato.
Il santo patrono è san Giovanni Battista, viene festeggiato solennemente il 24 giugno. Già prima dell'anno mille esisteva una chiesa a lui dedicata detta San Giovanni Battista al Campo.
Ogni anno il martedì di Pentecoste si tiene la Festa della Madonna, una plurisecolare tradizione molto sentita in tutta la penisola sorrentina e nel circondario di Napoli.
È l'unica frazione di Vico Equense a usare un CAP (80060) diverso dal resto del comune (80069).

## Monumenti e luoghi d'interesse

### Architetture religiose
- Chiesa parrocchiale di San Giovanni Battista, con statua lignea di San Giovanni Battista, autore Carmine Lantriceni; pala lignea del 1400 scuola del Veronese restaurata nel 2015.
- Cappella di Santa Lucia (1385), affrescata con dipinti di scuola giottesca. Cappella patronale della famiglia Cioffi, fondata nel 1385 dal nobile don Bartolomeo de Cioffi notaio in Napoli e proprietario della cappella e dello stabile attiguo acquistato nel 1992 da don A. Guida con il contributo di tantissimi fedeli per 600 000 000 di lire, fa oggi parte del beneficio parrocchiale.
- Chiesa dell'Arciconfraternita di Santa Maria a Chieia, con cripta dove visitare presepe con pastori del '700 napoletano e museo parrocchiale.
- Cappella dell'Assunta in Belvedere del 1600.
- Cappella di Sant'Andrea Apostolo in Sant'Andrea, con busto di argento del Santo risalente al 1400.